# Бвабвата (национальный парк)
Бвабвата — национальный парк, находящийся в Каприви в Намибии, площадью 6100 км².
Бвабвата граничит с Анголой на севере, и с Ботсваной на юге. Восточнее парк проходит через реку Окаванго, на западе реку Квандо, протекающую в Намибии рядом с национальным парком Мудуму.
В 2007 году Бвабвата образовался в результате соединения двух национальных парков: Каприви нем. Caprivi-Nationalpark и Маханго (нем. Mahango-Nationalpark). Изначально Каприви был основан в 1968 году, Маханго в 1986 году.
Фауна национального парка включает такие виды как слон, африканский буйвол, ситатунга, личи, большой редунка, лошадиная антилопа, лев, африканский леопард, южноафриканский гепард, пятнистая гиена и др.